# Richard Benyon
Richard Henry Ronald Benyon, (né le 21 octobre 1960) est un homme politique du Parti conservateur britannique. Il est député de Newbury en 2005 et sous-secrétaire d'État parlementaire au ministère de l'Environnement, de l'Alimentation et des Affaires rurales. Benyon est exclu du groupe conservateur le 3 septembre 2019 par le Premier ministre Boris Johnson, après avoir voté contre le gouvernement, et siège en tant que député indépendant jusqu'à ce qu'il soit rétabli au groupe par le Premier ministre le 28 octobre.
En décembre 2020, il reçoit une pairie à vie après une nomination par le Premier ministre Boris Johnson. Il est ministre d'État à la Biosécurité, à la Mer et à la Ruralité de 2021 à 2023, puis ministre d'État au Climat, à l'Environnement et à l'Énergie de 2023 à 2024 dans le gouvernement Sunak.

## Jeunesse
Benyon est né le 21 octobre 1960 à Reading. Il est le fils de William Benyon, un député conservateur de 1970 à 1992 et est l'arrière-arrière petit-fils de l'ancien Premier ministre conservateur Lord Salisbury. Il fait ses études au Bradfield College et au Royal Agricultural College.
Ayant fréquenté l'Académie royale militaire de Sandhurst, il est nommé sous-lieutenant dans les Royal Green Jackets, de l'armée britannique, le 8 août 1981. Il est promu lieutenant le 8 août 1983.
Au cours de ses quatre années de service, il est affecté en Irlande du Nord, au Royaume-Uni et en Extrême-Orient. Il est muté à la Réserve d'officiers de l'armée régulière le 8 août 1984, mettant ainsi fin à sa carrière militaire.

## Carrière politique
Il est élu en 1991 au conseil du district de Newbury et devient chef du groupe conservateur en 1994, en opposition aux démocrates libéraux alors au pouvoir. Il perd son siège au conseil en 1995. Il se présente à Newbury aux élections générales de 1997 mais perd lourdement face au sortant libéral démocrate David Rendel. Benyon et Rendel se présentent de nouveau à Newbury aux élections générales de 2001, et Rendel est à nouveau vainqueur avec une majorité réduite. Lui et Rendel se présentent à Newbury aux élections générales britanniques de 2005 et Benyon est élu avec une majorité de 3 460 voix, remplaçant Rendel.
Benyon prononce son premier discours le 20 mai 2005 et siège à la commission des affaires intérieures de 2005 à 2007, date à laquelle il devient whip de l'opposition. Il est le ministre fantôme de l'environnement, de l'alimentation et des affaires rurales de 2009 jusqu'aux élections générales de 2010 lorsqu'il entre au gouvernement. Il est également l'un des 15 premiers députés à soutenir la candidature à la direction du Parti conservateur de David Cameron.
En mai 2009, il est répertorié par le Daily Telegraph comme l'un des «saints» du scandale des dépenses exposé par ce journal.
Il est nommé sous-secrétaire d'État parlementaire au Département de l'environnement, de l'alimentation et des affaires rurales du premier ministère du Cameron et reste en poste jusqu'au remaniement de Cameron d'octobre 2013.
Benyon est opposé au Brexit avant le référendum d'adhésion à l'Union européenne de 2016.
En 2017, Benyon est accusé de népotisme par Private Eye après avoir embauché sa sœur comme assistante principale à temps partiel dans son bureau juste avant l'entrée en vigueur d'une interdiction parlementaire de telles pratiques. En 2019, il est l'un des 21 députés conservateurs à avoir été exclu du groupe pour avoir soutenu la loi n ° 2 de 2019 sur l'Union européenne. Il ne se représente pas aux élections générales déclenchées par la suite.
En décembre 2020, il reçoit une pairie à vie à la Chambre des Lords, il prend son siège en 2021. Il est ministre d'État à la Biosécurité, à la Mer et à la Ruralité du 13 mai 2021 au 20 septembre 2022 et à nouveau à partir du 28 octobre 2022 dans le gouvernement Sunak.
Benyon est un mécène de l'association caritative Berkshire Vision, une organisation caritative dédiée au soutien des malvoyants du comté.

## Vie privée
Benyon est un administrateur de la société Englefield Charitable Trust, le plus grand propriétaire privé du West Berkshire et propriétaire d'Englefield House. Il est l'un des neuf vice-présidents du conseil scout du comté de Berkshire.
Selon The Sunday Times Rich List en 2019, sa fortune est de 130 millions de livres sterling.